# شهرستان آلای
شهرستان آلای (به قرقیزی:Алай району، الاي رايونۇ)(به روسی: Алайский район) یک شهرستان در قرقیزستان است که در استان اوش واقع شده‌است.

## خصوصیات
شهرستان آلای ۶٬۸۲۱ کیلومترمربع مساحت و ۷۲٬۱۷۰ نفر جمعیت دارد.